# Ohrdorf
 (novembre 2020).
Ohrdorf est un quartier de la commune de Wittingen dans l'arrondissement de Gifhorn, Land de Basse-Saxe.

## Histoire
Ohrdorf est mentionné pour la première fois en 1112 comme Adorp, comme Ordorpe après 1209 (dans les chroniques de l'évêque de Halberstadt, la Gesta episcoporum Halberstadensium, créée entre 1208 et 1215). D'autres toponymes médiévaux sont Orthorp, Wenedisches Ordorp, Ordorp apud Wittinge, Ordorppe et Ordorff.
Le village doit son nom à la rivière Ohře, qui monte près du village et se jette au nord de Magdebourg dans l'Elbe. À l'époque de la RDA, la frontière interallemande passait au milieu de l'Ohře non loin du village. L'endroit le plus proche du côté est-allemand était Haselhorst, il n'était plus directement accessible depuis Ohrdorf depuis le début des années 1950 ; le raccordement routier n'est rétabli qu'en 1990.
Le 1er mars 1974, les communes de Boitzenhagen, Plastau, Radenbeck, Schneflingen, Teschendorf et Zasenbeck fusionnent pour former la commune d'Ohrdorf. À peine un mois plus tard, le 1er avril 1974, cette communauté élargie est dissoute et intégrée à la ville de Wittingen.

## Monuments
- L'église Saint-Laurent, construite en 1235, est une église en pierre et possède un autel gothique en triptyque de 1470. Selon la légende, l'autel était destiné à une église de Wittingen. La voiture qui transportait l'autel a eu une roue cassée à Ohrdorf, les habitants d'Ohrdorf ont alors profité pour enivrer le chauffeur et pour déplacer l'autel dans leur propre église. La chaire date de 1700, les peintures du plafond de 1711.
- Il y a un moulin à vent habité au nord d'Ohrdorf, qui est construit en 1867.

## Source, notes et références
- (de) Cet article est partiellement ou en totalité issu de l’article de Wikipédia en allemand intitulé « Ohrdorf » (voir la liste des auteurs).

1. ↑  (de) « Einwohnerstatistik Stadt Wittingen », sur Wittingen, 2018 (consulté le 27 novembre 2020)
2. ↑  (de) Statistisches Bundesamt, Historisches Gemeindeverzeichnis für die Bundesrepublik Deutschland. Namens-, Grenz- und Schlüsselnummernänderungen bei Gemeinden, Kreisen und Regierungsbezirken vom 27.5.1970 bis 31.12.1982, 1983 (ISBN 3-17-003263-1), p. 227-228